# 朱弼柿
肅安王朱弼柿（1524年2月24日—1557年11月18日），明朝肅藩鎮國將軍，追封肅王，肅安和世子（追封肅靖王）朱真淤的庶第四子。

## 生平
朱弼柿在何年受封鎮國將軍已經不可考。嘉靖三十六年（1557年），朱弼柿去世。嘉靖三十八年（1559年），葬於陝西蘭州城西西川浦子灣新阡（今甘肃省兰州市七里河区）。
隆慶五年（1571年），其子輔國將軍朱縉𤏳因肅懷王朱紳堵無子而嗣封肅王。萬曆五年（1577年），因朱縉𤏳之請，朝廷追封朱弼柿為肅王，賜諡安。

## 家庭

### 妻
- 劉氏（1524年－1574年），蘭州衛右所名士劉淦嫡長女，嘉靖十八年（1539年）冊為鎮國將軍夫人，生二女。[2]
- 王氏（1520年－1591年），蘭州衛人王友仁之女，本為妾室，萬曆七年（1579年）冊為肅安王繼妃，生朱縉𤏳。[4]
- 妾媵：郭氏，生朱縉𤑐
- 妾媵：劉氏，生朱縉熢

### 子
- 庶長子：輔國將軍→肅懿王朱縉𤏳[2]
- 庶第二子：輔國將軍朱縉𤑐，夫人陳氏[2]
- 庶第三子：輔國將軍朱縉熢[1]，夫人吳氏[2]

### 女
- 嫡長女：楚江郡君（1549年—16世紀），夭折[2]
- 嫡第二女：□□郡君（1551年—？），儀賓馬□□[2]

### 書目
- 《明史》
- 《弇山堂別集》
- 《明實錄》

### 引用
1. 1 2 3  .
2. 1 2 3 4 5 6 7  《明薨夫人劉氏壙誌文》（《北京图书馆藏中国历代石刻拓本汇编》第57冊第20頁）：“顯妣，郡之巨姓劉公淦嫡長女也。母凌氏，生顯妣于嘉靖甲申七月十日。歲己亥，伯考定王爲先考擇配得顯妣，請于世宗皇帝，誥封夫人。……歲丁巳，不幸皇天降割，先考上賔。𤏳等冲年，未更事。凡喪具，顯妣治之如禮。歲己未，卜葬于城西浦子灣。……歲辛酉，𤏳等授輔國將軍。……于萬曆甲戌四月十七日薨，享壽五十有一□□□□天顙地，不能仰報玄恩萬一。嗚呼悲哉！𤏳，配妃蘇氏。𤑐、□，配夫人陳氏、吳氏。顯妣生二女：長楚江郡君，早夭；次□□郡君，適儀賓馬□□。”
3. ↑  《明神宗實錄》卷60
4. ↑  《肅安王繼妃王氏壙誌》（《北京图书馆藏中国历代石刻拓本汇编》第58冊第14頁）：“妃王氏，蘭州衛人王友仁之女。萬曆柒年貳月貳拾日，冊封爲肅安王繼妃。於萬曆拾玖年貳月初伍日，以病薨，享年柒拾貳歲。生子一，曰縉𤏳，封謚曰肅懿王。”